# Bomarea moritziana
Bomarea moritziana är en alströmeriaväxtart som beskrevs av Johann Friedrich Klotzsch och Carl Sigismund Kunth. Bomarea moritziana ingår i släktet Bomarea och familjen alströmeriaväxter. Inga underarter finns listade i Catalogue of Life.